# Cossonay (gemeente)
Cossonay is een gemeente en plaats in het Zwitserse kanton Vaud en maakt sinds 1 januari 2008 deel uit van het district Morges. Voor 2008 was Cossonay de hoofdplaats van het toenmalige gelijknamige district.
Cossonay telt 2950 inwoners.
Cossonay is een oud stadje met nauwelijks 3000 inwoners. In de 11de eeuw kreeg het stadsmuren en in 1264 stadsrechten.

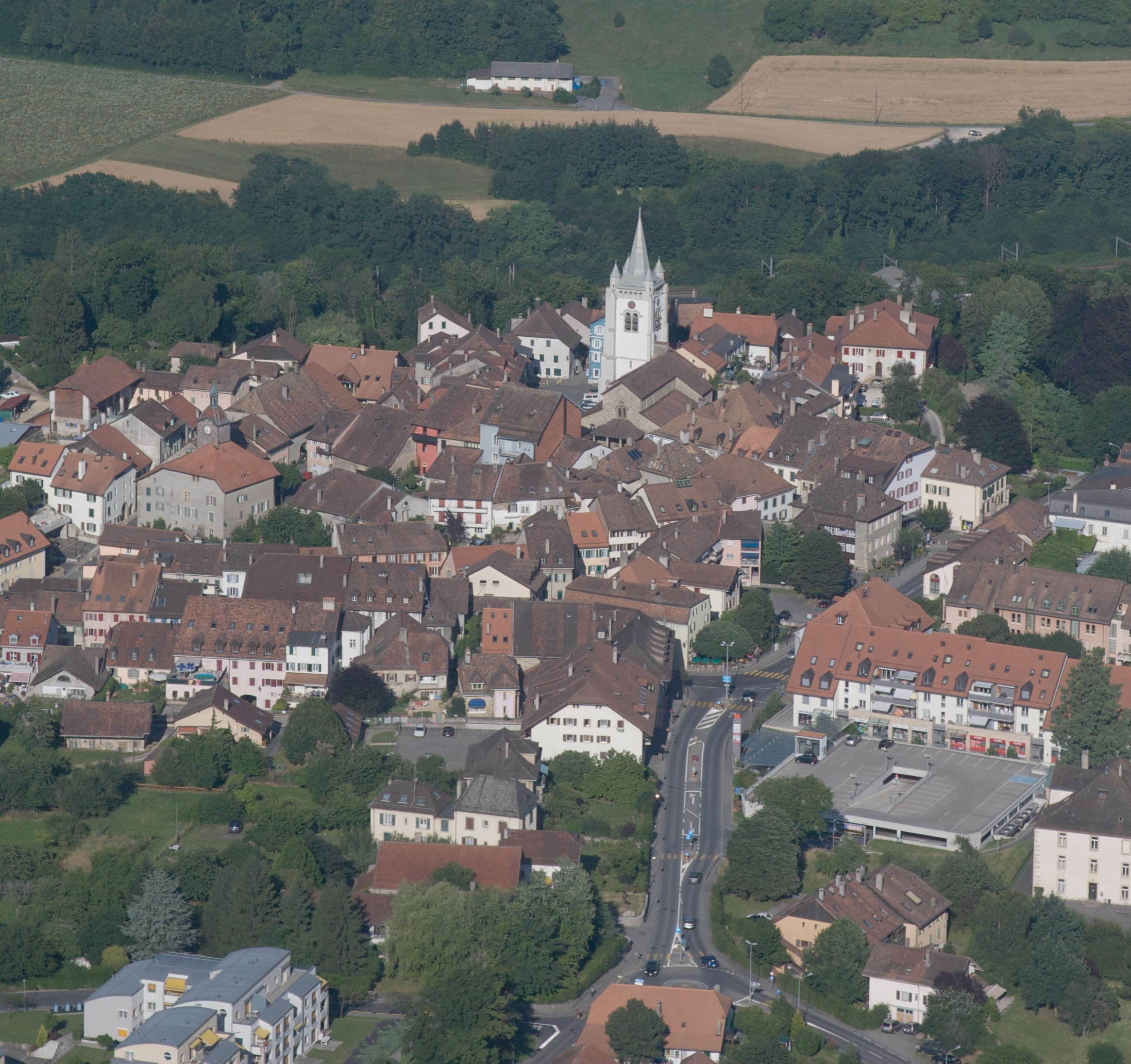
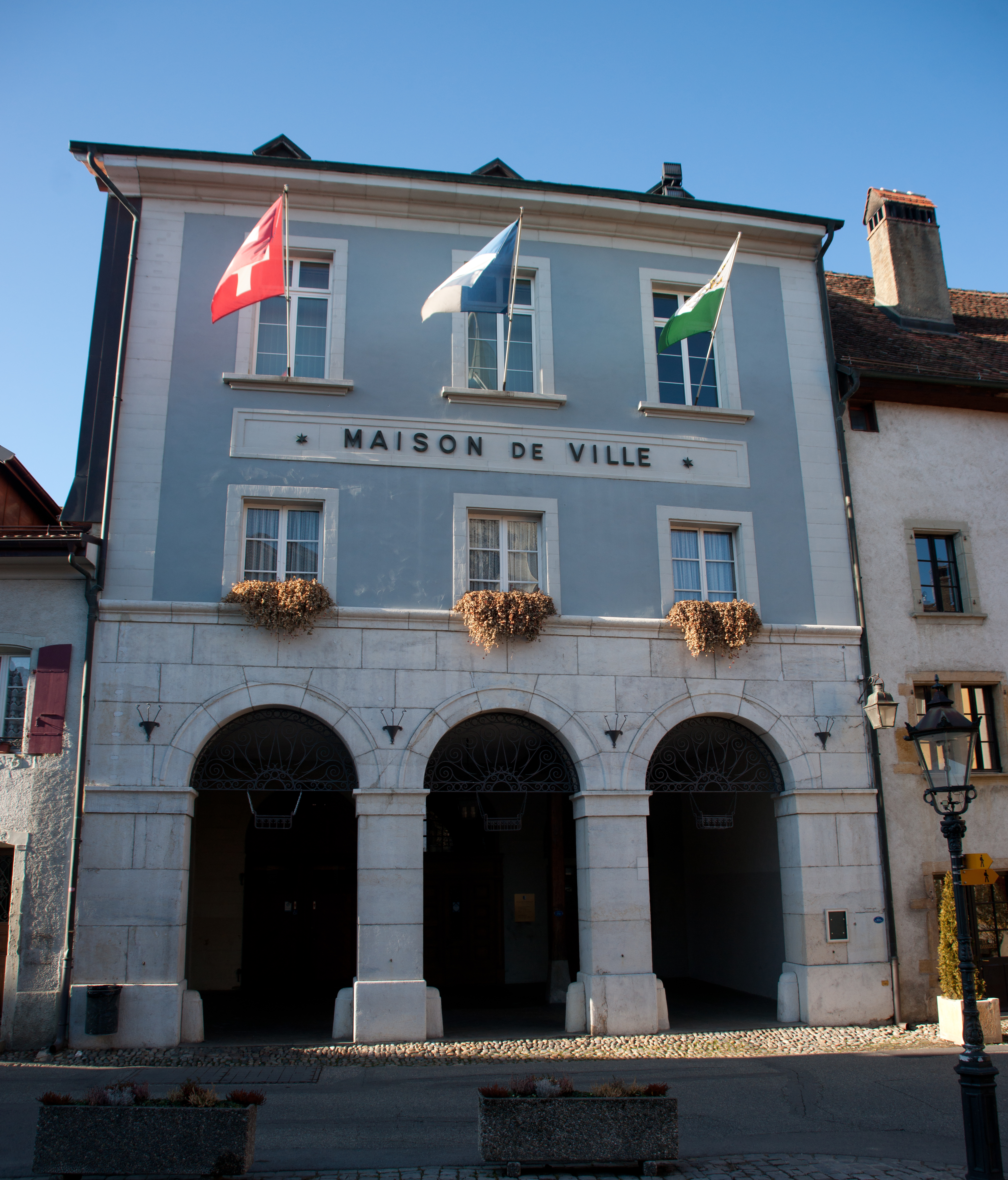
Stadhuis
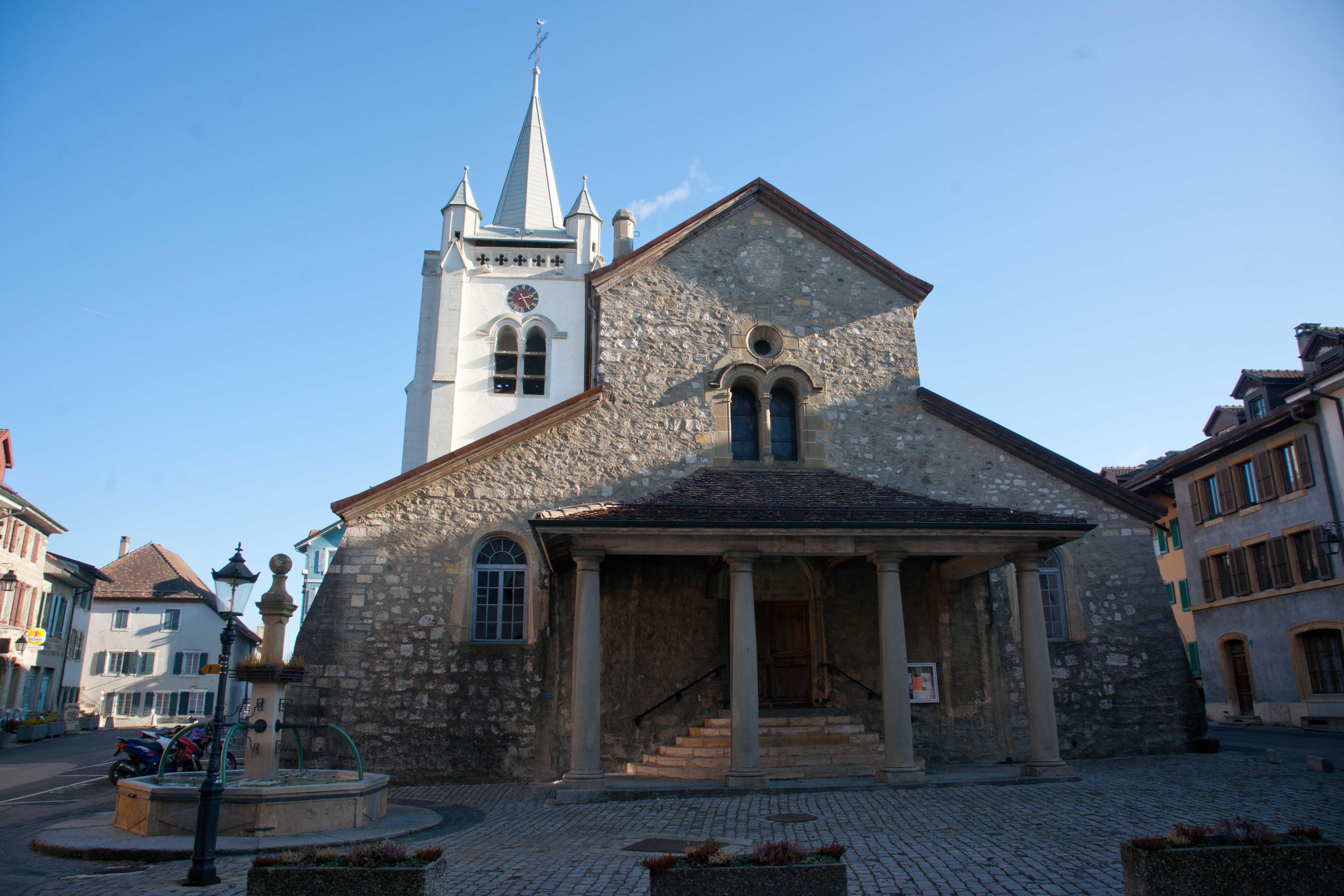
Kerk
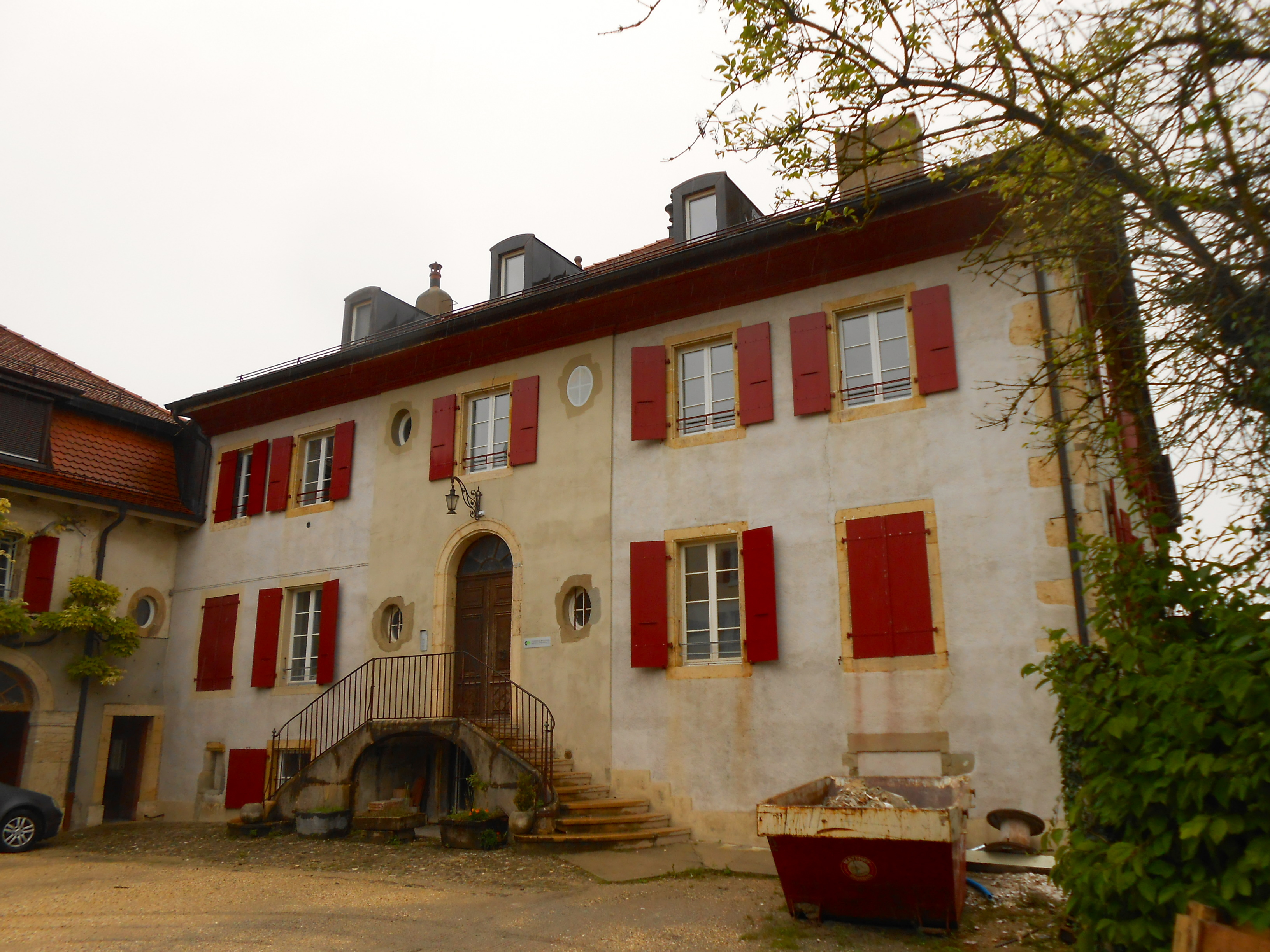
Château de Cossonay

## Werkkamp
In 1942 werd een werkkamp geopend waar ongewenste buitenlanders geïnterneerd werden. Er zaten een paar honderd Nederlanders zoals Ies Bachrach, Jan van Borssum Buisman, Louis van den Bossche, A. van Geuns, Paul Sanders, journalist Andries Ekker, Henk Pelser, Siet Frenkel, Maurits Frenkel, Gerard Scheltens, Max Tailleur en Jan de Hartog. Kampcommandant was Ynze Beek. De gevangenen moesten drainagesystemen aanleggen of stenen uithakken voor de wegenbouw, maar genoten een zekere vrijheid. Zo mochten ze in het weekeinde het dorp bezoeken om op eigen kosten te gaan eten.
Aclens · Allaman · Aubonne · Ballens · Berolle · Bière · Bougy-Villars · Bremblens · Buchillon · La Chaux · Chavannes-le-Veyron · Chevilly · Chigny · Clarmont · Cossonay · Cuarnens · Denens · Denges · Dizy · Echandens · Echichens · Eclépens · Etoy · Féchy · Ferreyres · Gimel · Gollion · Grancy · Hautemorges · L'Isle · Lavigny · Lonay · Lully · Lussy-sur-Morges · Mauraz · Moiry · Mollens · Montricher · Mont-la-Ville · Morges · Orny · Pompaples · Préverenges · Romanel-sur-Morges · Saint-Livres · Saint-Oyens · Saint-Prex · La Sarraz · Saubraz · Senarclens · Tolochenaz · Vaux-sur-Morges · Villars-sous-Yens · Vufflens-le-Château · Vullierens · Yens
- Gemeinsame Normdatei: 4568135-1
- Historisch woordenboek van Zwitserland: 002327